# Zündapp ZD 20

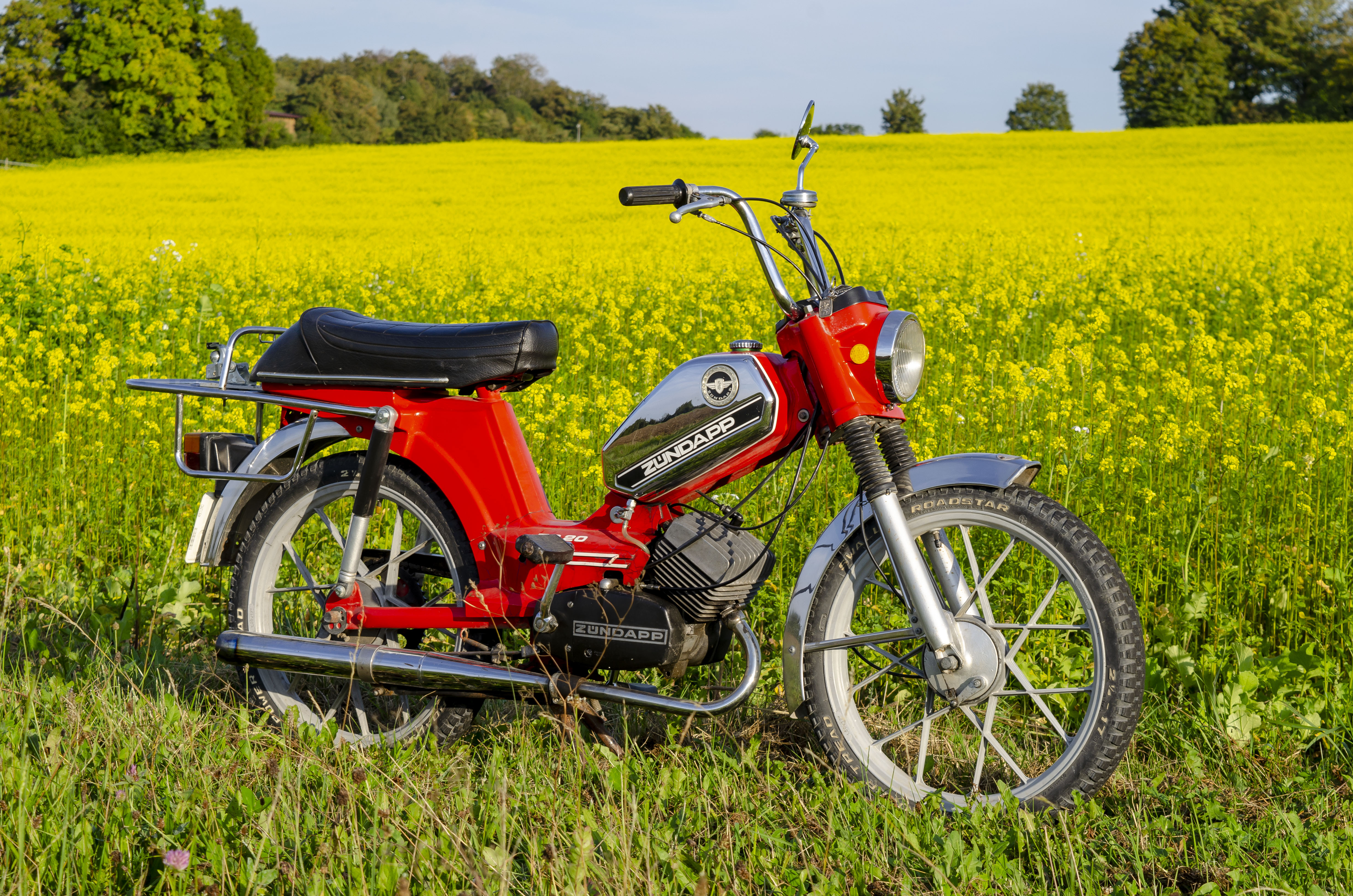
Zündapp ZD 20 Baujahr 1977

Die Zündapp ZD 20 ist ein Mofa, das die Zündapp Werke München AG von 1976 bis 1984  bauten. Sie hat einen fahrtwindgekühlten Zweitaktmotor. Geliefert wurde das Mofa in den Farben Racingrot und Brillantblau. Motor, Rahmen, Räder und Cockpitverkleidung sind baugleich mit den Modellen ZD 25 und ZD 50. Die Mokick-Ausführung hieß Zündapp ZD 40.

## Technische Daten

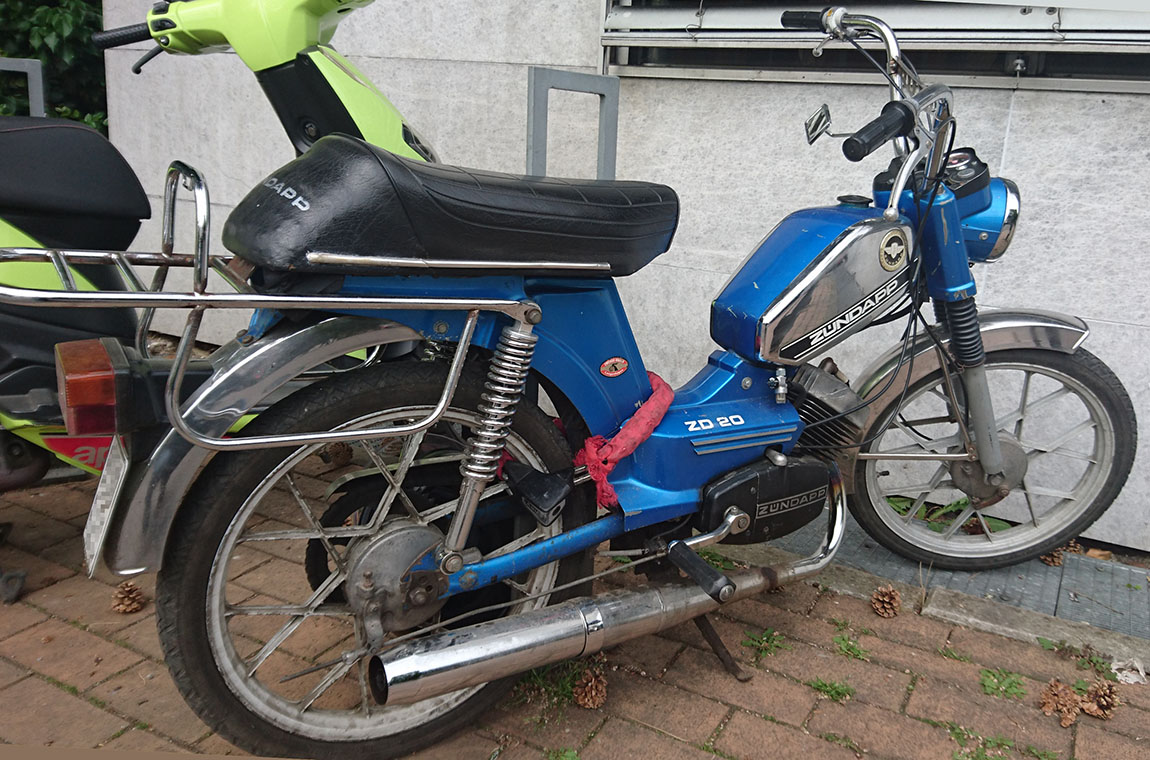
Zündapp ZD20, Mofa

- Motor:  Einzylinder-Zweitaktmotor (Mischungsschmierung 1 : 50)
- Zündappinterne Baureihenbezeichnung für ZD 20: 446-400 oder 446-401
- Hubraum: 49,99 cm³
- Leistung: 1 kW bei ca. 4000 min−1
- Getriebe: Dreigang-Schaltgetriebe (Handschaltung) mit Ölbadkupplung
- Vergaser: Bing 1/10/132E
- Übersetzung: Ritzel 11 Zähne, Kettenrad 45 Zähne
- Bereifung: 2 1/4–17
- Höchstgeschwindigkeit: 25 km/h